# Marko Lazetić
Marko Lazetić (cirílico serbio: Марко Лазетић; Belgrado, 22 de enero de 2004) es un futbolista serbio que juega como delantero en el Aberdeen F. C. de la Scottish Premiership.

## Trayectoria
El 29 de noviembre de 2020, con 16 años y 10 meses, debutó con el Estrella Roja de Belgrado como sustituto de Richmond Boakye en el minuto 76 contra el F. K. Rad Belgrado. El partido en casa terminó con una victoria por 3-0 para el Estrella Roja.
El 27 de enero de 2022, fichó por el A. C. Milan de la Serie A por una cantidad que se cree que ronda los 4 millones de euros, firmando un contrato hasta junio de 2026.

## Estadísticas

### Clubes
Actualizado al último partido disputado el 25 de noviembre de 2023.
| Club                             | Div.          | Temporada     | Liga  | Liga  | Copas nacionales | Copas nacionales | Copas internacionales | Copas internacionales | Total | Total |
| Club                             | Div.          | Temporada     | Part. | Goles | Part.            | Goles            | Part.                 | Goles                 | Part. | Goles |
| -------------------------------- | ------------- | ------------- | ----- | ----- | ---------------- | ---------------- | --------------------- | --------------------- | ----- | ----- |
| F. K. Grafičar Belgrado Serbia   | 2.ª           | 2020-21       | 14    | 4     | ―                | ―                | ―                     | ―                     | 14    | 4     |
| F. K. Grafičar Belgrado Serbia   | Total club    | Total club    | 14    | 4     | 0                | 0                | 0                     | 0                     | 14    | 4     |
| Estrella Roja de Belgrado Serbia | 1.ª           | 2020-21       | 1     | 0     | 0                | 0                | 0                     | 0                     | 1     | 0     |
| Estrella Roja de Belgrado Serbia | 1.ª           | 2021-22       | 14    | 1     | 0                | 0                | 2                     | 0                     | 16    | 1     |
| Estrella Roja de Belgrado Serbia | Total club    | Total club    | 15    | 1     | 0                | 0                | 2                     | 0                     | 17    | 1     |
| A. C. Milan · Italia             | 1.ª           | 2021-22       | 0     | 0     | 1                | 0                | 0                     | 0                     | 1     | 0     |
| A. C. Milan · Italia             | 1.ª           | 2022-23       | 1     | 0     | 0                | 0                | 0                     | 0                     | 1     | 0     |
| A. C. Milan · Italia             | Total club    | Total club    | 1     | 0     | 1                | 0                | 0                     | 0                     | 2     | 0     |
| SC Rheindorf Altach · Austria    | 1.ª           | 2022-23       | 10    | 0     | ―                | ―                | ―                     | ―                     | 10    | 0     |
| SC Rheindorf Altach · Austria    | Total club    | Total club    | 10    | 0     | 0                | 0                | 0                     | 0                     | 10    | 0     |
| Fortuna Sittard · Países Bajos   | 1.ª           | 2023-24       | 8     | 0     | 1                | 0                | —                     | —                     | 9     | 0     |
| Fortuna Sittard · Países Bajos   | Total club    | Total club    | 8     | 0     | 1                | 0                | 0                     | 0                     | 9     | 0     |
| Total carrera                    | Total carrera | Total carrera | 48    | 5     | 2                | 0                | 2                     | 0                     | 52    | 5     |

## Palmarés

### Títulos nacionales
| Título  | Club        | País   | Año  |
| ------- | ----------- | ------ | ---- |
| Serie A | A. C. Milan | Italia | 2022 |